# Storia di Genzano, con note e documenti
La Storia di Genzano, con note e documenti è un'opera storica di Nicola Ratti, pubblicata la prima volta nel 1797 dalla Tipografia Salomoni di Roma. 
L'opera, di notevole interesse storico, si sviluppa in nove capitoli più una nutrita appendice dei documenti.

## Edizioni
- Nicola Ratti, Storia di Genzano, con note e documenti, Giovanni Ventucci, 1988,  pp. 174, cap. XI.